# Lučická Stráž
Lučická Stráž (německy Christberg, 339 m n. m.) je druhým nejvyšším a nejvyšším pojmenovaným vrcholem Oderské brány. Nachází se v části mírných pahorkatin Moravské brány (přesněji v Bělotínské pahorkatině v Oderské bráně), severovýchodně od Bělotína a severně od Lučic na území obce Bělotín v okrese Přerov v Olomouckém kraji nedaleko hranic s Moravskoslezským krajem.

## Popis

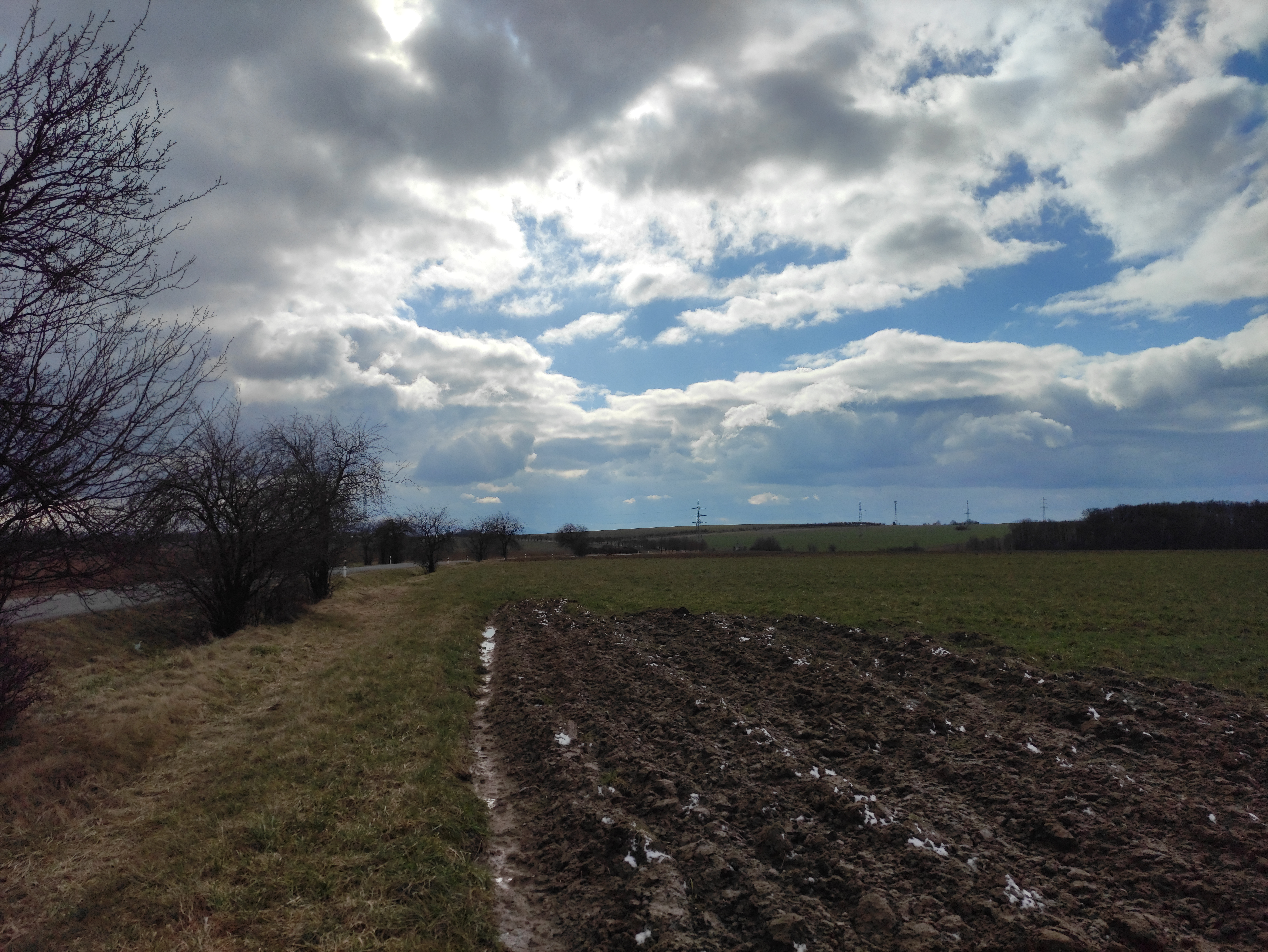
Vrchol Lučické Stráže je napravo s vysílačem.

Lučická Stráž je plochý, odlesněný a volně přístupný hřbet, který leží mezi Bělotínem a Lučicemi. Nachází se mezi řekami Luha a Odra. Geologicky je tvořena badenskými sedimenty překrytými sprašovými hlínami. Vrchol a jeho okolí se nacházejí na poli a místo nabízí výhledy. Prominence vrcholu je 18 m.
Ve vzdálenosti cca 170 m severozápadně od vrcholu Lučické Stráže se nachází vysílač mobilních operátorů.